# Prisoner of Paradise
Prisoner of Paradise (també coneguda com Nazi Love Island) és una pel·lícula pornogràfica d'explotació del 1980 dirigida per Gail Palmer i Bob Chinn. La pel·lícula té lloc durant la Segona Guerra Mundial, i és protagonitzada per John C. Holmes com a Joe Murrey, un mariner nàufrag que ve al rescat de dues infermeres nord-americanes que estan sent captives per un oficial nazi oficial i els seus tres ajudants en una illa del Pacífic Sud. Els altres membres del repartiment són Seka, Elmo Lavino, Sue Carol, Jade Wong i Nikki Anderson. La pel·lícula es va estrenar als Estats Units el 1980 i va rebre una classificació X de la Motion Picture Association of America.
La pel·lícula ha estat classificada com un exemple de nazisploitation, un subgènere d'explotació i sexplotació en què els personatges nazis són destacats.

## Repartiment
- John C. Holmes - Joe Murrey
- Seka - Ilsa
- Elmo Lavino - Hans
- Sue Carol - Greta
- Jade Wong - Suke
- Nikki Anderson - Carol
- Brenda Vargo - Gloria
- Mai Lin - Sue Lee

## Recepció crítica
Un crític de Cinema Retro va escriure: "El que diferencia a Prisoner of Paradise de la major part de la ximpleria pornogràfica d'aquesta època és la direcció millor que la mitjana juntament amb un pressupost relativament luxós. Hi ha uns efectes especials impressionants al final i els directors fins i tot aconsegueixen introduir una cançó d'amor original". Brian Orndorf de Blu-ray.com va anomenar la pel·lícula "una barreja incòmoda de velocitats tonals". i la va criticar per "intentar fer-se passar per un cinema reflexiu quan hauria de centrar-se exclusivament en trobades salaces".

## Mitjans domèstics
La pel·lícula fou estrenada en DVD i Blu-ray per Vinegar Syndrome.